# Ryki (przystanek kolejowy)
Ryki – przystanek osobowy w Rykach, w woj. lubelskim, w Polsce. Został przeniesiony na obecną lokalizację – przy ul. Słowackiego w roku 2017. Znajduje się w odległości około 2 km od centrum miasta. Zatrzymują się tu pociągi pasażerskie przewoźnika Polregio. Przystanek ma 2 perony i 2 krawędzie peronowe.

## Ruch pasażerski
| Rok  | Wymiana pasażerska na dobę |
| ---- | -------------------------- |
| 2017 | 10-19                      |
| 2022 | 20-49                      |